# Valentina Sampaio
Valentina Sampaio, née le 10 décembre 1996 à Aquiraz, est un mannequin et une actrice brésilienne. 
En août 2019, elle est devenue le premier mannequin ouvertement transgenre de la marque de lingerie Victoria's Secret et en 2020 le premier modèle transgenre du hors-série du Sports Illustrated Swimsuit Issue de 2020,.

## Biographie

### Jeunesse et études
Valentina Sampaio naît dans un village de pêcheurs à Aquiraz, dans l'État de Ceará (Nord-est du Brésil) d'une mère institutrice et d'un père pêcheur.
À huit ans, son psychologue l'identifie comme transgenre, mais elle ne commence à se faire appeler Valentina qu'à partir de l'âge de 12 ans. Elle déclare dans de nombreuses interviews qu'elle n'a pas subi d'intimidations du fait de son identité de genre. Son profil, publié en 2017 dans le New York Times, mentionne que ses parents « l'ont toujours soutenue et sont très fiers d'elle » et que ses camarades de classe l'acceptaient car selon elle, ils « me voyaient déjà comme une petite fille ».
Elle étudie l'architecture à Fortaleza mais change d'orientation pour étudier la mode. C'est là qu'une maquilleuse la découvre et l'inscrit dans une agence de mannequins de São Paulo.

### Carrière de mannequin
En 2014, une entreprise de fabrication de vêtements la licencie de son premier emploi de mannequin en raison de sa transidentité. Alors qu'elle doit participer à l'une de leurs campagnes publicitaires, l'entreprise - dont elle n'a pas révélé le nom - lui a indiqué que la marque était conservatrice et que ses clients ne seraient pas réceptifs à un mannequin transgenre. Malgré cet obstacle au tout début de sa carrière, elle quitte son État natal de Ceará pour la première fois, afin de jouer dans un film indépendant à Rio de Janeiro.
En novembre 2016, elle effectue son premier défilé à la Fashion Week de São Paulo. Peu de temps après, L'Oréal réalise un court métrage sur elle, qui sera diffusé à l'occasion de la Journée internationale des femmes. Par la suite, la société fait d'elle l'une des ambassadrices de la marque. Elle est porte-parole de L'Oréal Paris avec plusieurs autres femmes brésiliennes dont : Grazi Massafera, Taís Araújo, Juliana Paes, Isabeli Fontana, Emanuela de Paula, Ágatha Moreira et Sophia Abrahão.
En février 2017, elle reçoit l'attention des médias internationaux après être apparue en couverture de Vogue Paris et être devenue la première mannequin transgenre à figurer sur la couverture du magazine. Plus tard dans l'année, elle fait également la couverture de Vogue Brésil et de Vogue Allemagne. Elle est également la première femme ouvertement transgenre à figurer sur les couvertures de ces deux magazines,. Parmi ses autres apparitions en couverture, on peut citer Vanity Fair Italia, Elle Mexico et L'Officiel Turkiye. Elle a également travaillé avec des marques telles que Dior, H&M, Marc Jacobs, Moschino, L'Oréal et Philipp Plein. Elle est maintenant engagée avec l'agence de mannequins new-yorkaise The Lions,.
Elle est photographiée pendant le casting du défilé de mode de Victoria's Secret de 2018 mais sera recrutée l'année suivante.
Le 2 août 2019, elle mentionne son partenariat avec Pink, la seconde marque de Victoria's Secret, faisant d'elle le premier modèle ouvertement transgenre de Victoria's Secret pour une séance de photos de catalogue qui sera publiée en août,.
Elle est l'une des personnalités à participer au dernier défilé de Jean-Paul Gaultier en janvier 2020 telles Coco Rocha, Amanda Lear, Mylène Farmer, Rossy de Palma, Dita von Teese et Estelle Lefébure,.
En 2020, elle devient le premier modèle transgenre à apparaître dans Sports Illustrated
Elle défend l'égalité et la reconnaissance des personnes trans et s'est battue contre la discrimination dont elles font l'objet dans son pays d'origine,.
En 2021 Valentina devient la nouvelle égérie Armani Beauty, une première pour la marque de luxe italienne.

## Filmographie

### Télévision
- 2017 : A Força do Querer

### Cinéma
- 2017 : Bérénice Procura Isabelle